# HMS Ramillies (07)
HMS Ramillies byla britská bitevní loď třídy Revenge, dokončená jako poslední z celé pětice v roce 1917. Loď se účastnila bojů první i druhé světové války.
Ramillies se účastnila bitvy u Jutska v roce 1916. V meziválečné době změněna její výzbroj. V roce 1940 na ní sloužil princ Philip, vévoda z Edinburghu. Dne 30. května 1942 ji v Diego Suarez poškodilo a na rok vyřadilo ze služby torpédo japonské miniponorky. Po opravách loď sloužila až do ledna 1945, kdy byla převedena do rezervy. Ze stavu námořnictva byla vyřazena v roce 1948.